# 불암도서관
불암도서관은 서울특별시 노원구 소재의 공립 도서관이다.

## 연혁
- 2018년 7월 25일 개관.

## 이용 안내
이용 시간
- 마을커먼즈: 평일 09:00 ~ 18:00 / 주말 09:00 ~ 17:00
- 어린이자료실: 평일 09:00 ~ 18:00 / 주말 09:00 ~ 17:00
- 일반자료실: 평일 09:00 ~ 20:00 / 주말 09:00 ~ 17:00
- 청소년자료실: 평일 09:00 ~ 18:00 / 주말 09:00 ~ 17:00

휴관일
- 매월 첫째·셋째 월요일
- 법정공휴일
- 임시공휴일